# Ioana Vrînceanu
Ioana Vrînceanu (Târgu Neamț, 7 de março de 1994) é uma remadora romena, campeã olímpica.

## Carreira
Vrînceanu também é tricampeã mundial em oito e dez vezes campeã europeia, incluindo sete títulos em oito e três títulos em par sem timoneiro. Ela competiu nas Olimpíadas de Verão de 2020 no oito feminino.
Nos Jogos Olímpicos de Verão de 2024, em Paris, conquistou a medalha de ouro na competição de oito com feminino, ao lado de Magdalena Rusu, Roxana Anghel, Amalia Bereș, Ancuța Bodnar, Maria Lehaci, Adriana Adam, Simona Radiș e Victoria-Ștefania Petreanu, com o tempo de 5:54.39.